# 티엔엔터테인먼트
티엔엔터테인먼트(TN Entertaiment) (구) 초록뱀 ENM는 대한민국의 연예 기획사이며 2020년 2월 REP에서 스카이이앤엠으로 상호변경했고 이후 A9미디어, 블리스 엔터테인먼트, 엘디스토리를 연달아 흡수합병했다.
그 뒤, 2022년 9월 초록뱀푸드팜을 흡수합병한 후 초록뱀이앤엠(신)으로 상호변경했으며 2023년 9월 해당 상호명으로 바뀌었다.

## 소속 연예인

### 가수
- 장윤정
- 고재근
- 김희재
- 조명섭
- 곽영광
- 박지현
- 이지혜
- 마이큐
- 자이언트 핑크
- 김지혜
- 최성욱
- 이찬원
- 문희준
- 토니 안
- 황윤성
- 김상혁

### 방송인 및 희극 배우
- 공서영
- 정범균
- 황현희
- 이영자
- 심진화
- 김인석
- 도경완
- 소율
- 윤태진
- 김지선
- 김소영
- 오상진
- 김숙
- 정주리
- 김승혜
- 김나영
- 장동민
- 홍예슬
- 붐
- 허송연
- 제이쓴
- 김일중
- 남창희
- 박은영
- 안젤라 박
- 윤성호
- 이민웅
- 정지영
- 현주엽
- 홍진경
- 홍현희
- 유세윤
- 장도연
- 이은형
- 허안나
- 조준호
- 조준현
- 김성원
- 류근지
- 배지현
- 김철민
- 김여운
- 이명훈
- 강재준
- 허경환

### 연기자
- 박건형
- 라미란
- 박은혜
- 박준금
- 변정수
- 신린아
- 한소영
- 이우진
- 장혜진
- 정지소

### 그 외
- 김태훈
- 문정원
- 정유인
- 한민아
- 김민수
- 문세훈
- 이혜정

## 같이 보기
- 고현정
- 엔에스이엔엠